# Henri Teissier

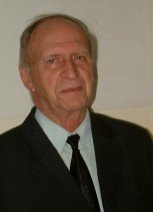
Henri Teissier (2004)

Henri Antoine Marie Teissier (* 21. Juli 1929 in Lyon, Frankreich; † 1. Dezember 2020 ebenda) war ein französischer Geistlicher und römisch-katholischer Erzbischof von Algier.

## Leben
Henri Teissier stammt aus einer Familie von Pieds-noirs, die seit dem Jahr 1849 in Philippeville ansässig war. Da sein Vater Berufsoffizier war, wurde er im kontinentalen Frankreich geboren und wuchs dort an verschiedenen Orten auf. Seit 1947 lebte die Familie in Algier. Er studierte in Marokko klassische Literaturwissenschaften, an der Sorbonne Philosophie, am Institut Catholique de Paris Theologie, an der École nationale des langues vivantes de Paris arabische Sprache und Literatur an der Universität Kairo sowie an der Universität Aix Arabistik. Er empfing am 24. März 1955 die Priesterweihe für das Erzbistum Algier.
Im Jahr 1966 wurde er Direktor des Centre d'Etudes Diocésain (Diözesanes Studienzentrum) in Algier. Er lebte seit dem Jahr 1947 in Algerien und wurde 1965 algerischer Staatsbürger.
Am 30. November 1972 ernannte ihn Papst Paul VI. zum Bischof von Oran. Die Bischofsweihe spendete ihm der Erzbischof von Algier, Léon-Etienne Kardinal Duval am 3. Februar des folgenden Jahres; Mitkonsekratoren waren Erzbischof Sante Portalupi, Apostolischer Nuntius in Algerien, und der Paderborner Weihbischof mit Sitz in Magdeburg, Johannes Braun.
Am 20. Dezember 1980 wurde er zum Koadjutorerzbischof im Erzbistum Algier bestellt. Mit dem Rücktritt Kardinal Duvals am 19. April 1988 folgte er diesem als Erzbischof von Algier nach.
Papst Benedikt XVI. nahm am 24. Mai 2008 seinen altersbedingten Rücktritt an. Er starb am 1. Dezember 2020 im Alter von 91 Jahren an den Folgen eines Schlaganfalls im Hôpital Édouard-Herriot in Lyon.

## Wirken
Teissier war Mitglied des Sekretariats für die Beziehungen zu den Nicht-Christen (1971). Als Vize-Präsident von Caritas International (von 1975 bis 1987) mit besonderer Zuständigkeit für die arabischen Länder nahm er an mehreren islamisch-christlichen Symposien und an den beiden Konferenzen der Christen für Palästina teil. In seiner bischöflichen Amtszeit wurden 1976 die katholischen Schulen in Algerien verstaatlicht, das Scharia-Recht zum Maßstab für das Recht und Arabisch zur einzigen Unterrichtssprache bestimmt. Teissier war in den Jahren 1983 bis 2004 Präsident der Regionalen Bischofskonferenz von Nordafrika (CERNA). Er gilt als maßgebender Vertreter des Dialogs zwischen Christentum und Islam, obwohl zwischen 1994 und 1996 19 katholische Priester durch islamistische Terroraktionen ums Leben kamen und 1996 die Trappistenmönche von Tibhirine ermordet wurden.
Im Jahr 2000 wurde er für sein Lebenswerk im Einsatz für den christlich-islamischen Dialog mit der Ehrendoktorwürde des Institut Catholique de Paris geehrt. 2008 wurde er zum Ritter der Ehrenlegion ernannt. Henri Teissier wurde am 23. September 2009 durch Papst Benedikt XVI. zum Mitglied der Zweiten Sonderversammlung der Bischofssynode für Afrika (4. bis 25. Oktober 2009) ernannt.

## Schriften
- Église en Islam. Méditation sur l'existence chrétienne en Algérie. Centurion, Paris 1984, ISBN 2-227-31562-8.
- La Mission de l’Église, Desclée, Paris 1985, ISBN 2-7189-0279-5.
- Vatican II et le Tiers Monde. In: Le deuxième Concile du Vatican (1959–1965). Actes du colloque organisé par l’École française de Rome en collaboration avec l’Université de Lille III, l’Istituto per le scienze religiose de Bologne et le Dipartimento di studi storici del Medioevo e dell’età contemporanea de l’Università di Roma-La Sapienza (Rome 28–30 mai 1986). Publications de l’École Française de Rome, Rom 1989, S. 755–767.
- als Herausgeber: Histoire des chrétiens d'Afrique du Nord. Libye – Tunisie – Algérie – Maroc. Desclée, Paris 1991, ISBN 2-7189-0531-X.
- Lettres d’Algérie, Bayard-Centurion, Paris 1998, ISBN 2-227-43667-0.